# Citrus obovoidea
Citrus obovoidea (Kinkouji, Kinkoji або Kinkoshi) — цитрусовий фрукт, який вирощують у Японії та Кореї. Плід великий і солодкий. Відомо, що він має хорошу морозостійкість (до -12С).

## Історія
Згідно з японськими джерелами, його культивували в період Едо. Його вирощують у невеликих масштабах на острові Кюсю особливо в Токуносімі, префектура Кагосіма, Японська фруктова енциклопедія не згадує його.

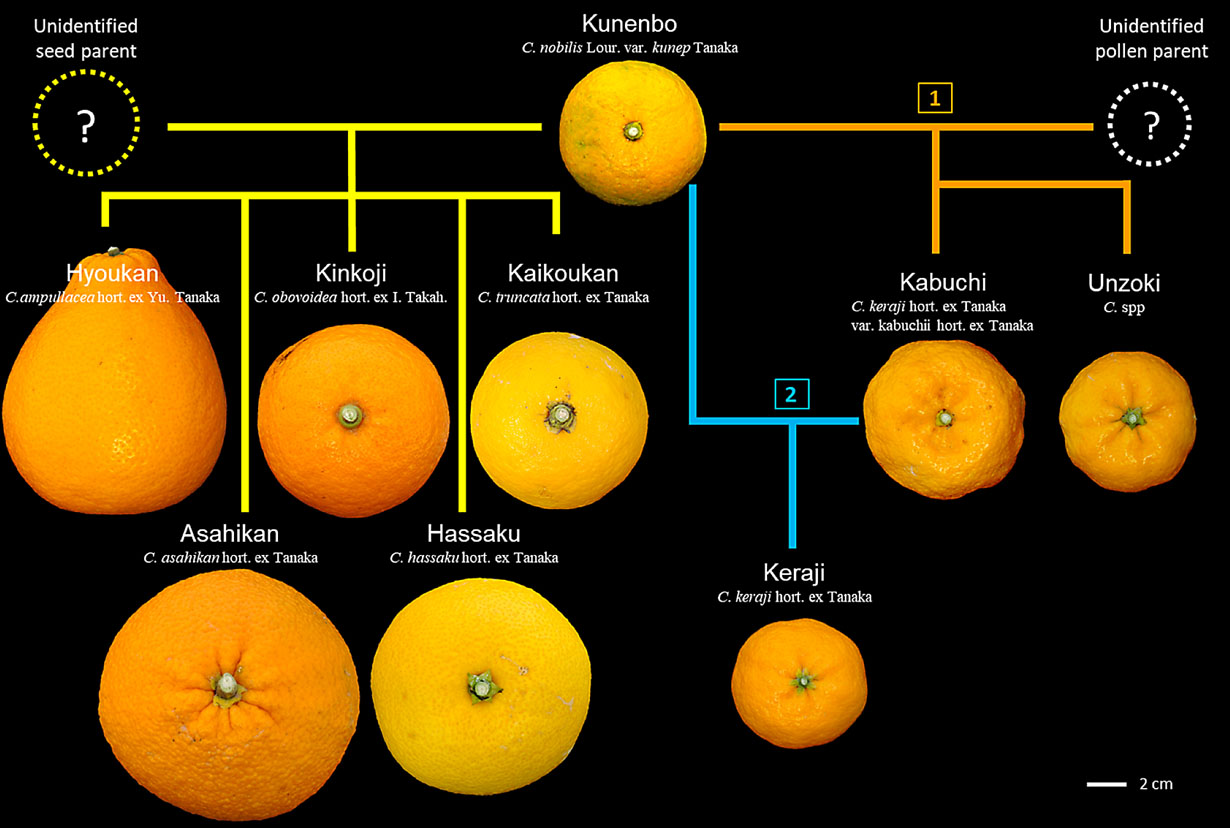
У цій філогенії кінкоджі, наведеній Шимідзу, підкреслюється близькість до Іюкан, кайкоукан, асахікан і хасаку.

## Філогенез
У 2022 році Шимізу пише, що "п'ять сортів демонструють характеристики, схожі на грейпфрут, великий розмір плоду, товстий околоплідник і текстуру м'якоті, схожу на грейпфрут. Iyokan, Kinkoji та Asahikan мають апельсиновий колір, схожий на мандарин або Kunenbo, а вся м'якоть апельсинна, крім Kaikoukan ".

### Нащадки
- Kinkoji unshiu (satsuma kinkoji) Citrus neo-aurantium. Зовнішній вигляд грейпфрута (C. maxima): зерниста, грушоподібна жовта шкірка, а всередині мандарин уншіу, яскраво-оранжевий колір, дуже соковитий; приємний солодкуватий смак, злегка кислуватий[6].

## Опис
Опис зразка 117361 доступний на веб-сайті NARO (генетичний банк). Плід великий для сацуми (близько 300 г) і маленький для грейпфрута, він має 10 г, має середній діаметр 8,5 см, товщину околоплодника 0,5 см і виглядає як Citrus hassaku. Термін дозрівання листопад-грудень.
Смак солодкий, квітковий і ледь помітно фруктовий, м'якоть фрукта їдять, з неї роблять сік, а шкіру кладуть у гарячу ванну, щоб запобігти застуді.

### Підщепа
Оптимальна температура для проростання насіння 35 °C. Турецьке дослідження (2010) показало, що це хороша підщепа для лимона Санта-Тереза (великі, соковиті плоди з хорошою кислотністю). Його зимостійкість буде −10 °C.

### Ефірне масло
Х. E. в основному і класично складається з лімонену (89 %) і γ- терпінену (5,5 %), він продемонстрував (2007) антибактеріальну та протизапальну активність. Містер. Савамура (2011) згадує ВІН у грейпфруті та дає детальний аналіз (таблиця 3.13, посилання на KIN), сесквітерпеноїд ноокатон, відповідальний за запах грейпфрута, згадується у слідових кількостях, ліналоол майже відсутній, однак гермакрен -D і мірцен присутні значною мірою.